# Renodes minuta
Renodes minuta là một loài bướm đêm trong họ Erebidae.